# Лже-Нерон (роман)
«Лже-Нерон» (нем. Der falsche Nero) — роман немецкого писателя Лиона Фейхтвангера, опубликованный в 1936 году голландским немецкоязычным издательством «Querido Verlag» в Амстердаме. В Германии (в ГДР) вышел только в 1947 году в издательстве «Aufbau Verlag».

## Сюжет
Правление римского императора Тита. Бывший сенатор Варрон удалился в провинцию Сирию, потеряв свои прежние полномочия при новой императорской семье. Что ещё хуже, Сенону, давнему врагу Варрона, поручено возглавить эту провинцию. Чтобы доказать своё всё ещё большое влияние, Варрон решает использовать застенчивого гончара Теренция, похожего на свергнутого несколько лет назад императора Нерона, для достижения своих политических целей. Благодаря своему удивительному сходству и большому актёрскому таланту, Теренцию удаётся убедить народ в воскрешении императора. Опьянённый ликованием окружающих и подстрекаемый своим казначеем Кнопсом и римским полководцем Требоном, Теренций начинает выходить из-под контроля Варрона.

## Интерпретация
Книгу многие считают сатирой на нацистский режим Германии. Хотя обработка частично исторического материала для Фейхтвангера не может быть использована в качестве шаблона для исторической реальности нацистской диктатуры, некоторые персонажи несут безошибочные характеристики ведущих деятелей нацизма. В Теренции можно найти черты Адольфа Гитлера, в Кнопсе — Йозефа Геббельса, а в Требоне — Германа Геринга.
Большое наводнение в городе Апамея, которое было спровоцировано людьми Теренция и в котором тогда обвиняли христиан, соответствует поджогу Рейхстага 1933 года, за которым, как подозревал Фейхтвангер, стояли сами национал-социалисты. «Неделя ножей и кинжалов», в ходе которой Кнопс и Требон выступают в роли «мстителей Нерона» и уничтожают предполагаемых врагов государства, имеет параллель с Ночью длинных ножей.
Основные отличия нацистской реальности от сюжета книги заключаются в том, что идея использовать образ императора Нерона не является идеей гончара Теренция, а его стремление к власти и славе не имеет прямого политического измерения. Также Варрон не ставил своей целью своего «эксперимента» господство высшей расы, скорее им двигали романтически-гуманистические мотивы, а именно слияние Востока и Запада.

## Издания
- Erstausgabe: Querido, Amsterdam 1936, 422 S.
- Englische Übersetzung: The Pretender. Übersetzt von Willa und Edwin Muir. Viking Press, Нью-Йорк 1937
- ГДР:: Aufbau Verlag, Berlin 1947.
- Gesammelte Werke in Einzelbänden. Bd. 9. Aufbau, Berlin 1994, ISBN 3-351-02209-3
- Taschenbuch: Aufbau Taschenbuchverlag, Berlin 2008 (3. Aufl.), ISBN 978-3-7466-5632-8